# Mobile information device profile
Mobile Information Device Profile, désigné par l'acronyme MIDP, est un profil J2ME utilisé par certains téléphones mobiles.

## Normes
Les normes actuelles sont MIDP 1.0 (JSR 37) et MIDP 2.1 (JSR 118).
MIDP est un ensemble d'API JavaME qui définit la façon dont les applications se connectent à l'interface des téléphones portables. Les applications conformes à cette norme s'appellent des MIDlets.
Les sociétés ayant travaillé sur MIDP incluent :
- Ericsson ;
- NEC ;
- Nokia ;
- NTT DoCoMo ;
- Palm Computing ;
- RATP sur Réseau radio TETRA
- Research In Motion (RIM) ;
- DoCoMo ;
- LG TeleCom ;
- Samsung ;
- Motorola.

## Midlet
Les applications créées avec MIDP sont des midlets : ce sont des classes qui héritent de la classe abstraite javax.microedition.midlet.Midlet.

Cette classe permet le dialogue entre le système et l'application.
Elle possède trois méthodes qui permettent de gérer le cycle de vie de l'application en fonction des trois états possibles (active, suspendue ou détruite) :
- startApp() - Méthode appelée à chaque démarrage ou redémarrage de l'application ;
- pauseApp() - Méthode appelée lors de la mise en pause de l'application ;
- destroyApp() - Méthode appelée lors de la destruction de l'application.

Le cycle de vie d'une MIDlet est semblable à celui d'une applet.